# Víctor de la Fuente
Pour les articles homonymes, voir De la Fuente.
Víctor de la Fuente (12 avril 1927 à Llanes, Espagne - 24 juin 2010, Le Chesnay) est un dessinateur de bande dessinée espagnol.

## Biographie
Il est le frère aîné de Ramón et Chiqui de la Fuente.
- 1940 : il part vivre au Chili et commence sa carrière au sein du studio de Lopez Rubio. Dans le même temps, il coopère avec des magazines comme Maravillas, Flechas y Palayos ou Chicos. Quand il quitte ce pays, c'est pour fonder une agence de publicité aux États-Unis, mais il continue toujours de dessiner pour le magazine El Peneca ou pour Dell Publishing à New York.
- 1959 : il retourne en Europe où il travaillera pour les agences britanniques Fleetway et DC Thomson.
- 1967 : il rencontre Víctor Mora avec qui il dessinera Sunday dès l'année suivante durant 12 épisodes qui seront publiés en France dans Pistes sauvages (no 1 à 18). On retrouvera cette série plus tard dans France-Soir ainsi que dans deux albums parus chez Hachette en 1975 (Mon nom est Sunday et Les juges maudits). Puis il retourne encore à la publicité, sans doute plus lucrative.

On le retrouve ensuite dans la revue espagnole Trinca avec Haxtur et Mathaï-Dor repris en albums chez Dargaud et Hachette puis pour quelques histoires dans Creepy et Eerie de Warren.
- milieu des années 1970 : il dessine Amargo, un autre western pour Hachette puis il illustre L'histoire de France en bande dessinée et Découvrir la bible chez Larousse. Une expérience rendue amère à cause de problèmes sur l'exploitation des droits. Dans le même registre, il dessinera une BD éducative sur la vie de Charles de Gaulle.

Il participe ensuite à la création de la revue (À suivre) avec sa série d'heroic-fantasy Haggarth, toujours dans le noir et blanc qu'il affectionne.
- 1979 : avec Jean-Michel Charlier, il dessine Les gringos dans Super As (Fleurus[2]). Un héros réactivé après le décès de son scénariste par Guy Vidal en 1990 pour deux albums.
- 1973 : il crée seul Mortimer, un western érotique paru dans la revue éponyme chez Elvifrance. Un personnage repris en album, mais bizarrement expurgé de la partie érotique !!! Pour le même éditeur, il exécutera quelques histoires érotiques.
- 1983 : il retrouve son compère Víctor Mora avec Les Anges d'acier qui parait dans Pilote et Charlie Mensuel, puis Cœur de fer chez Bayard. Entre-temps, il a aussi imaginé La sibérienne chez Albin-Michel ainsi qu'une série de BD religieuse pour Bayard.
- 1987 : il signe Francis Falko avec François Corteggiani chez novédi, mais cette série ne connaitra qu'un album. Dans les années 1990, on le voit aux côtés de Patrick Cothias Josué de Nazareth, ou Alejandro Jodorowsky Dieux jaloux ou Aliot qui sera l'objet d'un procès pour plagiat (pour le scénario).

À la fin des années 1980, Il illustrera également quelques romans de Philippe Ébly dans la bibliothèque verte.
De la Fuente travaillera aussi pour Sergio Bonelli et son personnage emblématique : Tex Willer que l'on peut retrouver dans un album paru récemment ainsi que dans Rodéo chez Semic.
En 1998-1999, il signe avec Patrick Cothias un diptyque consacré à Jésus de Nazareth chez Glénat.
Malgré l'immensité et la diversité de ces travaux, son travail n'est pas toujours apprécié à sa juste valeur alors que certains le considèrent comme le plus grand dessinateur espagnol de BD réalistes.
Víctor de la Fuente meurt le 24 juin 2010 au Chesnay. Il est enterré au cimetière du Mesnil-Saint-Denis (Yvelines).

## Prix
- 1974 :  Prix du dessinateur étranger au festival d'Angoulême
- 1980 :  Prix Yellow-Kid, au Festival de bande dessinée de Lucques
- 1985-2014 : Les prix du festival d'Asturie sont nommés « prix Haxtur » en l'honneur de sa série
- 1986 : Prix Haxtur de l'auteur que nous aimons pour l'ensemble de sa carrière
- 1989 : Prix Haxtur du meilleur dessin pour Les Anges d'acier : La Rose d'Abyssinie, dans Gran Aventurero no 1 (avec Víctor Mora)